# Campsas
Campsas – miejscowość i gmina we Francji, w regionie Oksytania, w departamencie Tarn i Garonna.
Według danych na rok 1990 gminę zamieszkiwało 636 osób, a gęstość zaludnienia wynosiła 42 osób/km² (wśród 3020 gmin regionu Midi-Pireneje Campsas plasuje się na 500. miejscu pod względem liczby ludności, natomiast pod względem powierzchni na miejscu 761.).

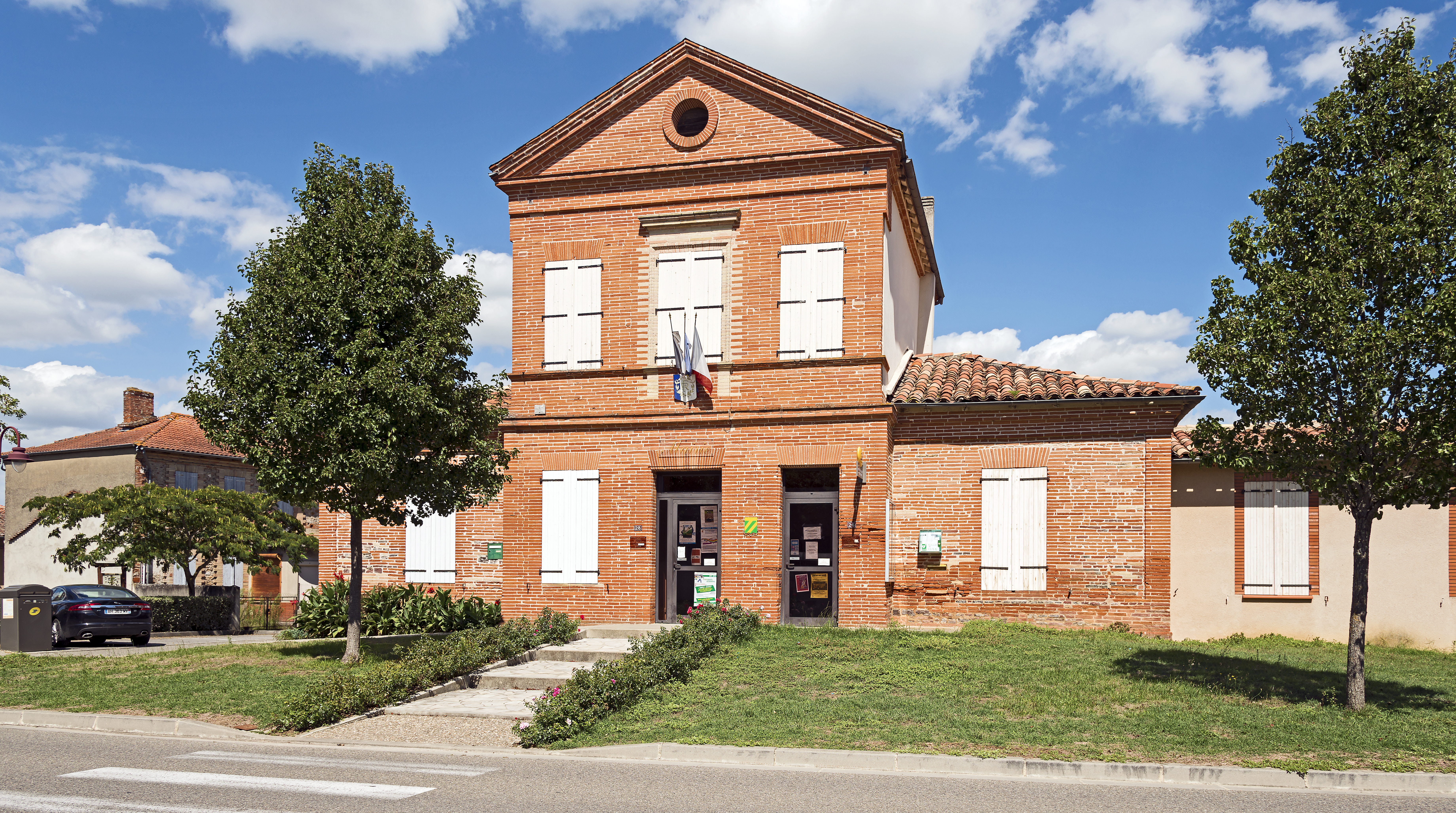
Ratusz.
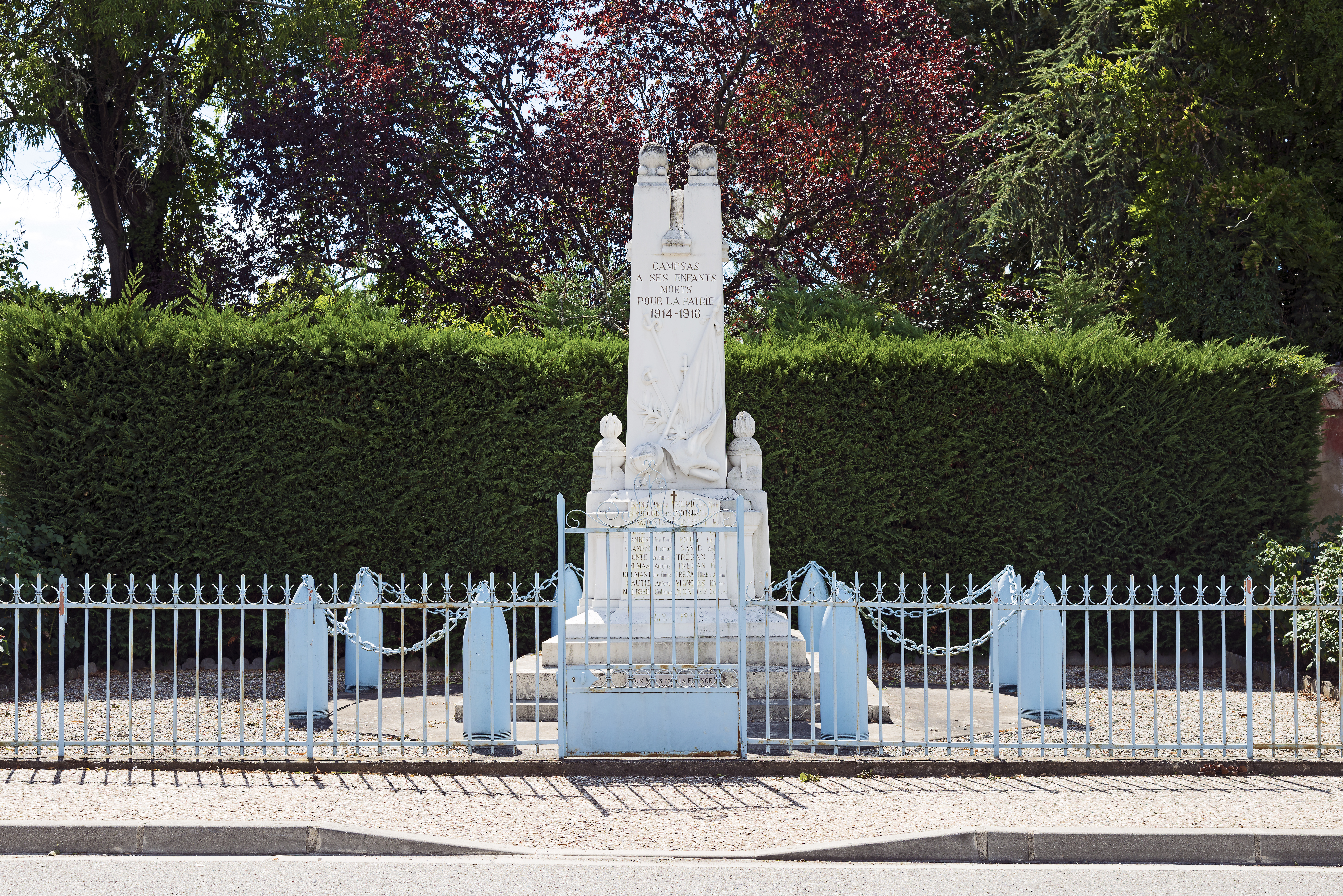
Pomnik wojny.